# Ipomoea incarnata
Ipomoea incarnata är en vindeväxtart som först beskrevs av Vahl, och fick sitt nu gällande namn av Jacques Denys Denis Choisy. Ipomoea incarnata ingår i släktet praktvindor, och familjen vindeväxter. Inga underarter finns listade i Catalogue of Life.